# إدوارد ميتشيل
إدوارد ميتشيل (بالإنجليزية: Edward Rosslyn Mitchell)‏ هو سياسي بريطاني (وحمل سابقاً جنسية المملكة المتحدة لبريطانيا العظمى وأيرلندا)، ولد في 16 مايو 1879، وتوفي في 31 أكتوبر 1965. حزبياً، نشط في حزب العمال والحزب الليبرالي. في الانتخابات العامة في المملكة المتحدة 1924 ‏، انتخب عضو برلمان المملكة المتحدة الـ34 عن دائرة Paisley (UK Parliament constituency) ‏ (29 أكتوبر 1924 – 10 مايو 1929).